# Henning Schroth
Henning Schroth (* 26. Mai 1992 in Hamburg) ist ein ehemaliger deutscher Eishockeytorwart, der zwei Spiele für die Iserlohn Roosters in der Deutschen Eishockey Liga (DEL) absolvierte, den Großteil seiner Karriere aber in der DEL2 und der Oberliga verbrachte.

## Karriere
Henning Schroth begann als Achtjähriger mit dem Eishockeyspielen in seiner Heimatstadt Hamburg in der Nachwuchsabteilung der Crocodiles Hamburg, wo er bis 2007 spielte. In der Saison 2008/09 spielte er in der Jugend-Bundesliga für den Augsburger EV. Zusätzlich spielte er für die U18-Mannschaft des finnischen Clubs SaiPa. Anschließend kehrte Schroth für ein Jahr zurück zu den Crocodiles Hamburg. Zur Saison 2010/11 wechselte er zum Schwenninger ERC. Dort spielte er die nächsten drei Jahre für die Seniorenmannschaft des Stammvereins in der Regionalliga Süd-West sowie in der Saison 2012/13 hauptsächlich für die U20-Mannschaft in der Junioren-Bundesliga. Zur Saison 2013/14 wechselte Schroth zu Lippe-Hockey-Hamm in die Oberliga West.
Zudem erhielt er eine Förderlizenz für die Iserlohn Roosters aus der Deutschen Eishockey Liga, um als zusätzlicher Ersatztorhüter zu fungieren. Nachdem sich mit Mathias Lange einer der beiden Iserlohner Torhüter eine Muskelverletzung zuzog, stand Schroth am 4. Oktober 2013 im Heimspiel gegen die Straubing Tigers erstmals im DEL-Kader der Roosters. Er blieb jedoch als Backup hinter Sébastien Caron ohne Einsatz. Dieser beendete das Spiel jedoch angeschlagen und stand für das Auswärtsspiel am 6. Oktober 2013 bei den Grizzly Adams Wolfsburg nicht zur Verfügung, sodass Schroth sein Debüt in der DEL gab. Als Backup saß der verletzte Mathias Lange auf der Bank. Im Spiel konnte Schroth 31 von 33 Schüssen halten und führte die Iserlohner zu einem 5:2-Sieg. Anschließend wurde er zum zweitbesten Spieler der Partie nach Roosters-Kapitän Michael Wolf gewählt. Im Januar 2014 wechselte Henning Schroth von Lippe-Hockey-Hamm zum EHC Timmendorfer Strand 06 um mehr Spielpraxis zu sammeln.
In der Saison 2016/17 spielte Schroth für die Eispiraten Crimmitschau in der DEL2 und absolvierte insgesamt 13 Einsätze in der zweithöchsten deutschen Spielklasse. Anschließend spielte er für den EV Lindau in der Oberliga Süd, ehe er im Dezember 2017 in die DEL2 zurückkehrte und bei den Dresdner Eislöwen den verletzten Sebastian Stefaniszin ersetzte. Nach jeweils einer Spielzeit bei den Saale Bulls Halle und dem Deggendorfer SC in der Oberliga beendete er im Frühjahr 2020 seine Karriere.

## Karrierestatistik
(Legende zur Torhüterstatistik: GP oder Sp = Spiele insgesamt; W oder S = Siege; L oder N = Niederlagen; T oder U oder OT = Unentschieden oder Overtime- bzw. Shootout-Niederlage; Min. = Minuten; SOG oder SaT = Schüsse aufs Tor; GA oder GT = Gegentore; SO = Shutouts; GAA oder GTS = Gegentorschnitt; Sv% oder SVS% = Fangquote; EN = Empty Net Goal; 1 Play-downs/Relegation; Kursiv: Statistik nicht vollständig)